# Steve Franken
Stephen Robert Franken, detto Steve (Brooklyn, 27 maggio 1932 – Canoga Park, 24 agosto 2012), è stato un attore statunitense.

## Filmografia parziale

### Cinema
- L'assassino ha lasciato la firma (Cop Hater), regia di William Berke (1958)
- Tempo di guerra, tempo d'amore (The Americanization of Emily), regia di Arthur Hiller (1964)
- Viaggiatori del tempo (The Time Travelers), regia di Ib Melchior (1964)
- I ragazzi di Camp Siddons (Follow Me, Boys!), regia di Norman Tokar (1966)
- Hollywood Party (The Party), regia di Blake Edwards (1968)
- Number One, regia di Tom Gries (1969)
- Scusi, dov'è il fronte? (Which Way to the Front?), regia di Jerry Lewis (1970)
- Il mondo dei robot (Westworld), regia di Michael Crichton (1973)
- Il misterioso caso Peter Proud (The Reincarnation of Peter Proud), regia di J. Lee Thompson (1975)
- Missouri (The Missouri Breaks), regia di Arthur Penn (1976)
- Valanga (Avalanche), regia di Corey Allen (1978)
- Gli spostati di North Avenue (The North Avenue Irregulars), regia di Bruce Bilson (1979)
- Bentornato, picchiatello! (Hardly Working), regia di Jerry Lewis (1980)
- Il diabolico complotto del dottor Fu Manchu (The Fiendish Plot of Dr. Fu Manchu), regia di Piers Haggard (1980)
- Pantera Rosa - Il mistero Clouseau (Curse of the Pink Panther), regia di Blake Edwards (1983)
- Playboy in prova (Can't Buy Me Love), regia di Steve Rash (1987)
- Transylvania Twist, regia di Jim Wynorski (1989)
- Munchie Strikes Back, regia di Jim Wynorski (1994)
- Segreto militare (The Pandora Project), regia di John Terlesky e Jim Wynorski (1998)
- Codice Omega (The Omega Code), regia di Rob Marcarelli (1999)
- Betty Love (Nurse Betty), regia di Neil LaBute (2000)
- Captured (Agent Red), regia di Damian Lee e Jim Wynorski (2000)
- Angeli e demoni (Angels & Demons), regia di Ron Howard (2009)

### Televisione
- The Many Loves of Dobie Gillis – serie TV, 30 episodi (1960-1963)
- Lock-Up – serie TV, episodio 2x30 (1961)
- Ensign O'Toole – serie TV, episodio 1x13 (1962)
- The Lieutenant – serie TV, episodio 1x05 (1963)
- Mr. Novak – serie TV, 14 episodi (1963-1964)
- Tom, Dick and Mary – serie TV, 13 episodi (1964-1965)
- Missione impossibile (Mission: Impossible) – serie TV, 2 episodi (1967)
- Vita da strega (Bewitched) – serie TV, 7 episodi (1966-1971)
- The Outsider – serie TV, episodio 1x02 (1968)
- Love, American Style – serie TV, 5 episodi (1970-1973)
- Murder on Flight 502 – film TV (1975)
- Sulle strade della California (Police Story) – serie TV, 2 episodi (1975)
- Il terrore viene dal cielo (Terror Out of the Sky) – film TV (1978)
- Insight – serie TV, 6 episodi (1970-1979)
- Love Boat (The Love Boat) – serie TV, 2 episodi (1981)
- CHiPs – serie TV, 2 episodi (1978, 1982)
- Un liceo tutto matto (High School U.S.A.) – film TV (1983)
- Threshold – serie TV, un episodio (2006)